# William Murdoch
William Murdoch (včasih zapisano tudi Murdock), škotski inženir in izumitelj, * 21. avgust 1754, Lugar, Ayr pri Cumnocku, Ayrshire, Škotska, † 15. november 1839, Handsworth, grofija Yorkshire, Anglija.

## Življenje in delo
Murdoch je med prvimi začel osvetljevati hiše s plinom. Njegova vila v Boulton in Wattovi družbi Soho Foundry je bila prva stanovanjska hiša na svetu osvetljena na ta način.
Leta 1777 je odšel peš več kot 300 milj do Birminghama, da bi pri znamenitemu izdelovalcu parnih strojev Jamesu Wattu našel službo. Matthew Boulton, ki je bil nad Murdochom navdušen, mu je ponudil službo, in kmalu so ga v družbi začeli zelo spoštovati. Postal je tudi član Lunine družbe, debatnega kluba odličnih industrialcev in znanstvenikov.
Kot višji strojni graditelj je leta 1779 odšel Redruth v Cornwall v jugozahodno Anglijo. Tu je izdeloval stroje in izumljal. Poleg njegovih drugih izumov sta bila prvi britanski odprti avto na parni pogon iz leta 1785 in plinska razsvetljava iz leta 1792.
Njemu v čast so postavili mesečev kamen (moonstone), William Bloye je izdelal njegov kip. Prav tako se po njem imenuje ulica v Birminghamu Murdock Road.
1. 1 2  SNAC — 2010.
2. 1 2  Encyclopædia Britannica
3. 1 2  Gran Enciclopèdia Catalana — Grup Enciclopèdia, 1968.